# Batman et Robin (serial)
Pour les articles homonymes, voir Batman et Robin et Batman (homonymie).
Pour plus de détails, voir Fiche technique et Distribution.
Batman et Robin (New Adventures of Batman and Robin, the Boy Wonder) est un serial américain en 15 épisodes de Spencer Gordon Bennet, sorti en 1949.

## Synopsis
Le professeur Hammil a créé un dispositif qui lui permet de contrôler les véhicules à distance. Son invention est dérobée. Batman et Robin, assistés par la journaliste Vicki Vale, partent à la recherche de cette invention qui est tombée dans de mauvaises mains.

## Fiche technique
- Titre original : New Adventures of Batman and Robin, the boy-wonder ; Batman and Robin (titre alternatif)
- Titre français : Batman et Robin
- Réalisation : Spencer Gordon Bennet
- Scénario : George H. Plympton, Joseph F. Poland et Royal K. Cole d'après des personnages créés par Bob Kane
- Photographie : Ira H. Morgan
- Musique : Mischa Bakaleinikoff
- Durée : 263 minutes
- Genre : super-héros, fantastique, action, science-fiction

## Distribution
- Robert Lowery  (VF : Maurice Dorleac[réf. nécessaire]) : Batman/Bruce Wayne
- Johnny Duncan : Robin/Dick Grayson
- Jane Adams : Vicki Vale
- Lyle Talbot  (VF : Emile Duard[réf. nécessaire]) : commissaire Jim Gordon
- William Fawcett : professeur Hammil
- Leonard Penn  (VF : Lucien Bryonne[réf. nécessaire]) : Carter /le sorcier
- Eric Wilton : Alfred Pennyworth
- Rick Vallin (VF : Roland Menard[réf. nécessaire]) : Barry Brown
- Michael Whalen : détective privé Dunne
- Emmett Vogan : M. Williams

## Chapitres
1. Batman Takes Over (trad : Batman Prend Fin)
2. Tunnel Of Terror (trad : Le Tunnel de la Terreur)
3. Robin's Wild Ride (trad : La Chevauchée Sauvage de Robin)
4. Batman Trapped (trad : Batman Piégé)
5. Robin Rescues Batman (trad : Robin Sauve Batman)
6. Target - Robin! (trad : La Cible : Robin !)
7. The Fatal Blast (trad : L'Explosion Fatale)
8. Robin Meets The Wizard (trad : Robin Rencontre le Sorcier)
9. The Wizard Strikes Back (trad : Le Sorcier Contre-Attaque)
10. Batman's Last Chance (trad : La Dernière Chance de Batman)
11. Robin's Ruse(trad : La Ruse de Robin)
12. Robin Rides The Wind (trad : Robin Chevauche le Vent)
13. The Wizard's Challenge (trad : Le Défi du Sorcier)
14. Batman Vs Wizard (trad : Batman Contre le Sorcier)
15. Batman Victorious (trad : Batman Victorieux)